# Egervári Oszkár
Egervári Oszkár (1928–2012)  adventista lelkész, egyházterületi vezető, a Hetednapi Adventista Egyházból kiszakadt, róla elnevezett, ún. Egervári-mozgalom, később az államilag elismert Keresztény Advent Közösség vezetője.

## Élete
Hívő adventista családban született, hat fiú közül a negyedikként. 16 évesen, 1944-ben keresztelkedett, majd a háború után édesapja kérésére könyvevangélistaként dolgozott, majd késztetést érezve a lelkészképzőbe jelentkezett. Az akkori lelkészhiány miatt egy év tanulmány után szolgálatba is kellett állnia.
1949 nyarán került az egyház dunántúli területének alkalmazásába. Kezdetben Székesfehérvár körzetében lelkészkedett, majd a Rákosi-korszakban Nagykanizsán, majd később Pécsett.
Lelkésszé 1955-ben szentelték fel.
Közben az egyházakra a kommunista állam felől erős nyomás nehezedett.
Egy 1962-es állambiztonsági jelentés írta róla: A baptistákkal összedolgozva nagy szervezkedésbe kezdett, ahogy ő mondja, eddig is lehetett volna teljes erővel dolgozni, csak az adventista vezetők a saját érdekükben leállították a munkát.
Az egyházban fokozatosan kialakuló progresszív irányzattal szemben a TV-használatát is ellenezte.
1964-ben két hónapot töltött Nyugat-Németországban. Később Szakács Józsefet német tolmácsként többször kísérte külföldi útjaira.
Az 1960-as években beválasztották a magyar adventista egyháztanácsba és 1967-ben kerületvezetővé választották. 1968-ban egyházterületi titkár lett. Ekkor Pécsről Budapestre, a fő („A”) gyülekezetbe helyezték lelkésznek.
1969-ben Szakács Józsefet a Dunamelléki Egyházterület elnökévé, őt pedig a titkárává választották. 1971-ben Szakácsot az adventista egyház unióelnökévé választották, Egervári pedig a Dunamelléki Egyházterület vezetője lett.
Az 1970-es évek elején két irányzat jött létre az egyházon belül: az adventista unióelnök és SZET-alelnök Szakács "egyházpolitikai" és Egervári egyházterületi elnök "lelki" irányzata.
A két tábor közötti feszültséget növelte az is, hogy Szakács az egyházat a MEÖT (Magyarországi Egyházak Ökumenikus Tanácsa) tagsága felé orientálta. 
Egervárit támogatta Vankó Zsuzsa teológiai tanár is. Az ő ismertségüket növelte az a tanfolyam, amelyben oktatóként vettek részt. Az ökumenikus problémáról tájékoztatták a SZET lelkészképzőjének adventista diákjait is.
Az ún. „Egervári-mozgalom”hoz az 1970-es évek második felében mintegy 1200 hívő csatlakozott. Csak illegalitásban tudtak tovább működni. Összejöveteleiket általában magánházaknál tartották meg, és újabb ingatlanokat is magánszemélyek nevére vásároltak.
A róla elnevezett mozgalom vezetője maradt a továbbiakban is, és 2006 őszéig maradt lelkészi szolgálatban.
Élete utolsó éveit súlyos betegen élte a közösség eleki szeretetotthonában.

## Publikációk
Társszerzőként:
- "Igazságot, igazságot kövess, hogy élhess...", 1995, Budapest, Keresztény Advent Közösség
- Bibliai dogmatika II., 1999, Budapest, Bibliaiskolák Közössége
- Biblia-tanulmányok